# Auf dem Wege zur amerikanischen Botschaft
Auf dem Wege zur amerikanischen Botschaft ist eine Erzählung von Anna Seghers, die um 1929 entstand und 1930 in der gleichnamigen Sammlung in Berlin erschien. Die Autorin beschreibt eine Massendemonstration in einer großen Stadt gegen die umstrittene Verurteilung der beiden Anarchisten Sacco und Vanzetti wegen Raubmordes durch ein Gericht in Massachusetts

## Inhalt

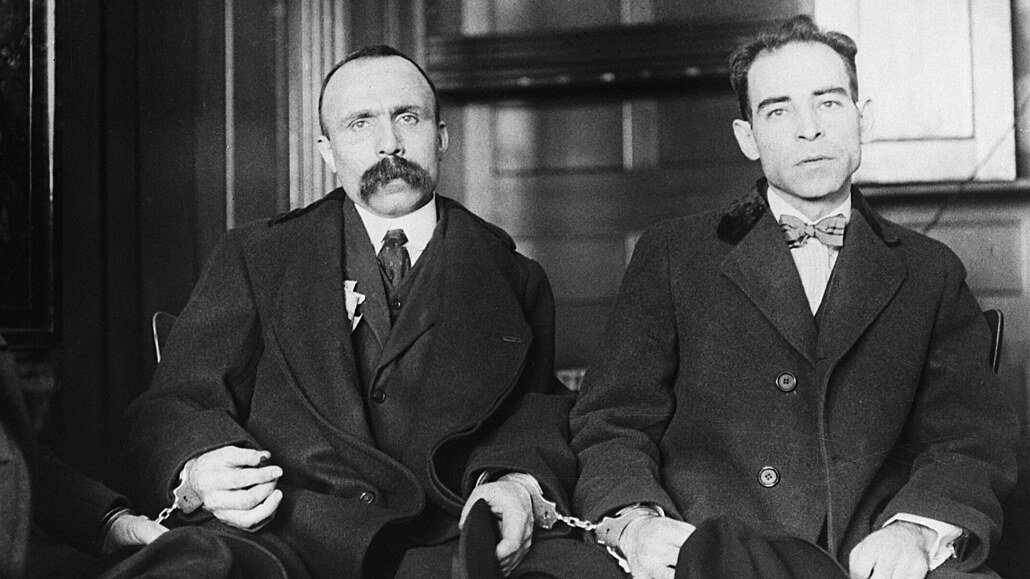
Vanzetti (links) und Sacco (rechts)

Nach der Schlagzeile des Extrablattes „Man hat sie wieder ins Totenhaus gebracht!“ findet die in der Erzählung geschilderte Demonstration für einen Aufschub der Hinrichtung am 22. August 1927 statt: „Man müßte noch vor der festgesetzten Zeit [um zwei Uhr] vor der Botschaft ankommen“. Der Demonstrationszug mit roten Fahnen und Transparenten gegen die „Klassenjustiz“ beginnt am Westbahnhof der Stadt und läuft durch Geschäftsviertel, Wohngebiete, über Plätz und Straßenkreuzungen, durch Alleen, am Flussufer entlang, über Brücken, manchmal stockend, manchmal im Laufschritt, behindert durch Polizeiketten zur amerikanischen Botschaft.
Die Autorin greift für ihre Schilderung eine Viererreihe mit typisierenden Benennungen heraus: den Mann, die Frau und den Kleinen. Die drei gehören zum Kern der Bewegung. Als vierter kommt der Fremde dazu. Ihre in den Handlungsverlauf eingeblendete Assoziationen mit den zum Tode Verurteilten geben bruchstückhaft etwas von ihrem Privatleben preis:
- Der Mann, der von einem sich dem Zug anschließenden Bekannten Stephan gerufen wird, ist Eisenbahner und denkt an das Totenhaus am Westbahnhof mit seinem bei einem Unfall ums Leben gekommenen Sohn Stephan, „dem Zerquetschten, dem Begrabenen“. Er ist verbittert und desillusioniert, weil die Gewerkschaft zur Beerdigung keinen Vertreter geschickt und ihn und seine abgearbeitete Frau alleingelassen hat. Trotzdem nimmt er an der Demonstration teil, aber er zweifelt am Erfolg der Aktion, die Hinrichtung Saccos und Vancettis zu verhindern, „er kann ihnen nicht helfen, und sie können ihm nicht helfen“. Insgeheim hofft er auf eine vorzeitige Auflösung durch die Polizei, um Zeit für ein geheimes privates Vergnügen zu haben, für das er Geld in seiner Hosentasche aufbewahrt. Andererseits verbinden die Gedanken an den Tod des Sohnes sich mit dem Protest gegen die Hinrichtung, er singt ein Kampflied und wird zunehmend engagierter.

- Die Frau „[n]eben dem Mann“  ist ebenso von harter Arbeit und privatem Unglück gezeichnet und marschiert wie dieser eher pflichtbewusst mit. Sie kennt zu Beginn gar nicht den Anlass des Aufmarsches und hat Hemmungen, nach dem Grund zu fragen. Allmählich erinnert sie sich an Fotografien von den beiden Verurteilten und assoziiert dies mit dem Anblick ihres verstorbenen Mannes Paul, der „...wie der ist, der neben ihr geht, auch so mürrisch und steintrocken.“[3] Sie arbeitet den ganzen Tag und sieht ihre drei Kinder erst, wenn sie schon schlafen. Sie selbst ist in der Nacht bereits „todmüde von dem Tag, der noch gar nicht da war“:[4] „In ihrem grauen Gesicht war die Müdigkeit in schwarzen Flecken geronnen.“[5] Oft hat sie wegen der gewerkschaftlichen Aktionen keine Zeit, sich um die Kinder Johann, Gustav und Anna zu kümmern und hat deshalb ein schlechtes Gewissen. Eine Grunderfahrung ihres Frauenlebens ist die Angst, schwanger zu sein und abtreiben zu müssen.[6] Dabei hatte sie oft gar keine Lust gehabt, weil man bereits „alles Süße... aus ihr herausgequetscht“[7] hatte, doch es hatte sie gefreut, dass noch jemand etwas von ihr wollte.

- Der Kleine ist der Sohn eines Obstverkäufers. Doch anstelle dem Vater mit seinem Feigenkarren zu helfen, überlässt er diese Aufgabe seiner Schwester Marie und demonstriert engagiert mit einem roten Tuch. Beim Ruf des Zeitungsverkäufers wäre er am liebsten an der Stelle der beiden Anarchisten. Er kennt die Wege des Zuges und die Engpässe der Strecke, ordnet immer wieder die Reihen und feuert die Marschierer an.[8] Zwar wechselt er wie andere Demonstranten im Laufe der Handlung mehrmals seine Meinung über ihren Erfolg: „Sein Herz zog sich in einer verzweifelten Anstrengung zusammen, die genügt hätte, um heilige, übermenschliche Taten zu verrichten, fiel wieder auseinander in müder, gleichgültiger Trauer. Sie werden sicher sterben.“ Doch dann ist er wieder zuversichtlich, dass die Demonstranten am Ziel ankommen und die Hinrichtung verhindern, während andere Teilnehmer befürchten, dass die Polizei die Straßen absperren wird und sie im Kreis herum laufen.

- Der Fremde wird von den dreien anfangs kritisch beobachtet. Er hat sich für eine Woche, die er ganz für sich haben möchte, von der Familie freigemacht, den Nachtzug in die große Stadt genommen und ist plötzlich in diese Demonstration geraten. Er will zuerst aus der Reihe ausbrechen und fernab der Menschenmenge seinen Neigungen nachgehen und wie im Schlaf, der im Leben nicht bilanziert wird, einen „unerfüllbaren, verrückten Wunsch seiner Jugend, der heftigen, in Scham und Angst geheimgehaltenen Begierde, der letzten Hoffnung der letzten Jahre: allein in die Stadt zu fahren“ erfüllen, „aber die anderen dauer[-]n ihn, die drei in seiner Reihe, die dann ohne ihn w[ä]ren“ und er spürt beim Ruf des Zeitungsverkäufers eine Verpflichtung, etwas für die Verurteilten zu tun. So hält er seinen Platz, als ihn jemand wegschubsen will. Die Masse drängt ihn vorwärts, gibt ihn nicht frei und er hat ab und zu ein Gemeinschaftsgefühl, doch „[d]ie Gasse war dunkel vor Angst.“[9] Die zwei von ihm anfangs erfreut erblickten Türme sind für ihn Symbole für die Stadt seiner Sehnsucht. Während des Zuges kann er sie aus verschiedenen Perspektiven sehen und entfernt sich dann immer mehr von ihnen.

Als die Demonstranten sich der Botschaft nähern, versuchen berittene Polizisten ihnen den Weg zu versperren und den Zug aufzulösen. „Da riss die Sprungfeder.“ Die vier versuchen mit der Menge den Durchbruch durch die Ketten, Schüsse fallen, einer davon trifft den Fremden, er stürzt und bleibt liegen. „Als wäre er hier geboren, schlug die Stadt über ihm zusammen, Beine und Röcke, Himmel und Häuser.“ Aus verschiedenen Richtungen stoßen „kurz nach zwei“, also zu spät, die Züge zur Botschaft vor und die Menschen, „alle zerrauft, zerschlagen und blutig“, schreien „Sacco, Vancetti“. Es kommt zu Auseinandersetzungen, der Körper der Frau wird in den Vorplatz „hineingeknetet“ und zuletzt wird ihr Gesicht „gegen die vergoldeten Stäbe des Gittertores gepreßt. Aus dem Gesicht des Mannes fiel die Mürrischkeit wie Mörtel herunter. Es war unmöglich, daß es im ganzen Haus auch nur einen Winkel gab, in dem man sie nicht rufen hörte.“

## Erzählform
Die Handlung wird in Personaler Form aus der Perspektive der vier Personen erzählt, D. h. die Protagonisten  sind die Reflektorfiguren des in der Er-Form präsentierten Geschehens: Geschildert wird nur das, was sie auf ihrem Weg durch die Stadt wahrnehmen: die aus den Fenstern blickenden Bewohner, die Passanten und Caféhaus-Besucher am Straßenrand, den Bewegungsablauf des Zuges, die Meinungsäußerungen und Spekulationen der Protestler der benachbarten Reihen über den Polizeieinsatz und die zu erwartenden Sperren, die Parolen, Lieder und Appelle der Ordner. Eingeblendet in die Aktionen sind abwechselnd und oft ineinander übergehend die inneren Handlungen der Protagonisten in Erlebter Rede bzw. Inneren Monologen oder in einer Art Bewusstseinsstrom.

## Rezeption
- Das Thema – die Gefühle des Individuums in der Masse – sei charakteristisch für Werke der Wortkunst und des Films in den 1920er Jahren.[12] Den fehlenden Erzählerkommentar sieht Hilzinger[13] als ein Mittel, um das Dabeisein des Lesers an der scheinbar in Echtzeit ablaufenden Demonstration zu vertiefen. Hilzinger[14] macht auf eine besondere Impression aufmerksam. Zwar besprechen die vier Demonstranten nichts Wesentliches, doch gerade das Miteinander in der Marschreihe ist das große noch nicht gekannte Lebensgefühl des Fremden. Das Belassen der vier Demonstranten in der Namenlosigkeit diene der Zeichnung von Typen; nicht von Charakteren.[15]

### Textausgaben
Verwendete Ausgabe
- Auf dem Wege zur amerikanischen Botschaft. S. 158–183 in: Anna Seghers: Erzählungen 1926-1944. Band IX der Gesammelten Werke in Einzelausgaben. 367 Seiten. Aufbau-Verlag Berlin 1981 (2. Aufl.), ohne ISBN

### Sekundärliteratur
- Heinz Neugebauer: Anna Seghers. Leben und Werk. Mit Abbildungen (Wissenschaftliche Mitarbeit: Irmgard Neugebauer, Redaktionsschluss 20. September 1977). 238 Seiten. Reihe „Schriftsteller der Gegenwart“ (Hrsg. Kurt Böttcher). Volk und Wissen, Berlin 1980, ohne ISBN
- Kurt Batt: Anna Seghers. Versuch über Entwicklung und Werke. Mit Abbildungen. 283 Seiten. Reclam, Leipzig 1973 (2. Aufl. 1980). Lizenzgeber: Röderberg, Frankfurt am Main (Röderberg-Taschenbuch Bd. 15), ISBN 3-87682-470-2
- Barkowski, Anette: Im Schnittpunkt von Geschichte und weiblicher Identität. Anna Seghers' Erzählung "Auf dem Wege zur amerikanischen Botschaft"; Acta Germanica 19/1988:96-113.
- Ute Brandes: Anna Seghers. Colloquium Verlag, Berlin 1992. Bd. 117 der Reihe „Köpfe des 20. Jahrhunderts“, ISBN 3-7678-0803-X
- Andreas Schrade: Anna Seghers. Metzler, Stuttgart 1993 (Sammlung Metzler Bd. 275 (Autoren und Autorinnen)), ISBN 3-476-10275-0
- Sonja Hilzinger: Anna Seghers. Mit 12 Abbildungen. Reihe Literaturstudium. Reclam, Stuttgart 2000, RUB 17623, ISBN 3-15-017623-9
- Friedrich Albrecht: Bemühungen. Arbeiten zum Werk Anna Seghers 1965-2004.  Peter Lang Bern u. a. 2005.